# Пахонал (Порторико)
Пахонал (шп. Pajonal) град је у америчкој острвској територији Порторико, острвској држави Кариба.

## Демографија
По попису из 2010. године број становника је 742, што је 19 (-2,5%) становника мање него 2000. године.
| Група             | 2000.       | 2010.       |
| Белци             | 4 (0,5%)    | 3 (0,4%)    |
| Афроамериканци    | 25 (3,3%)   | 14 (1,9%)   |
| Азијати           | 0 (0,0%)    | 0 (0,0%)    |
| Хиспаноамериканци | 757 (99,5%) | 739 (99,6%) |
| Укупно            | 761         | 742         |